# Nathanael West
Nathanael West (17. října 1903, New York, Spojené státy americké – 22. prosince 1940, El Centro, Kalifornie, Spojené státy americké) byl americký židovský spisovatel, dramatik a scenárista.

## Život
Narodil se jako Nathan Weinstein v rodině židovského přistěhovalce z Litvy. Jeho otec Max Weinstein byl stavitelem v Kovně (dnes Kaunas). Po represích ruského cara Alexandra III. vůči židovským občanům se rozhodl vystěhovat do USA. Záhy se v New Yorku prosadil a stavěl mimo jiné bytové domy Arizona, Colorado a Hudson v blízkosti Central Parku. V roce 1902 se oženil s krajankou Annou Leizerow – Wallenstein (údajně potomkem rodu Valdštejnů).
Neměl úspěchy ani ve škole ani ve sportu, kde se snažil prosadit a za své pokusy v baseballu získal pouze posměšnou přezdívku Borec (Pep). Nakonec se uchýlil k satiře a karikaturám, čímž ke svému údivu získal konečně v kolektivu uznání (v časopisu The Paradoxian letního mládežnického tábora).
Studoval na Brown University v Providence, Rhode Island. Dobře finančně zajištěn se věnoval především bohémskému životu a zesměšňoval americký sen svých rodičů. Dokončení studia bylo pro jeho rodiče velkým zadostiučiněním, Nathan ale odmítl možnost komerční kariéry a chtěl se věnovat literatuře, ovlivněn osobnostmi jako: Fjodor Michajlovič Dostojevskij, James Joyce, Gertrude Stein, Djuna Barnes, Ernest Hemingway, Francis Scott Fitzgerald a Sherwood Anderson. Aby vyjádřil svůj rozchod s rodinou a s tradičním americkým snem, nechal si dne 16. srpna 1926 soudně změnit jméno na Nathanael West.
Krátce nato odcestoval do Paříže, kde strávil tři měsíce. Během této doby se krátce setkal s Ernestem Hemingwayem a Henry Millerem, obecně ale žil v americké enklávě a poznával „Paříž bez Pařížanů“.
Po návratu do New Yorku v lednu 1927 žil v prostředí levicově orientovaných intelektuálů v Greenwich Village. Stal se přispěvatelem a redaktorem satirického časopisu Americana, kam přispívali autoři jako: George Grosz, Edward Estlin Cummings, Gilbert Seldes a James Thurber. Spolu s Williamem Carlosem Williamsem vydávali experimentální časopis Contact.
Ve třicátých letech začal West pracovat jako scenárista v Hollywoodu. Z tohoto prostředí čerpal pro svou knihu Den kobylek (The Day of the Locust, 1939), kterou o mnoho let později zfilmoval režisér John Schlesinger.
West spolu se svou ženou Eileen McKenney zahynuli dne 22. prosince 1940 při automobilové nehodě, když spěchali z Mexika zpět do Hollywoodu na pohřeb svého přítele Francise Scotta Fitzgeralda, který zemřel o den dříve.

## Dílo

### Romány
- Snový život Balso Snella (The Dream Life of Balso Snell, 1931)
- Přítelkyně osamělých srdcí (Miss Lonelyhearts, 1933)
- Majlant aneb Postupná demolice Lemuela Potkána (A Cool Milion, or The Dismantling of Lemuel Pitkin, 1934)
- Den kobylek (The Day of the Locust, 1939)

### Divadelní hry
- Even Stephen (1934, spolu s S. J. Perelmanem)
- Good Hunting (1938, spolu s Josephem Schrankem)

### Povídky
- Western Union Boy

### Posmrtná vydání
- Bercovitch, Sacvan, ed. Nathanael West, Novels and Other Writings (Library of America, 1997) ISBN 978-1-883011-28-4

### Filmové scénáře
- Ticket to Paradise (1936)
- Follow Your Heart (1936)
- The President's Mystery (1936)
- Rhythm in the Clouds (1937)
- It Could Happen to You (1937)
- Born to Be Wild (1938)
- Five Came Back (1939)
- I Stole a Million (1939)
- Stranger on the Third Floor (1940)
- The Spirit of Culver (1940)
- Men Against the Sky (1940)
- Let's Make Music (1940)
- Before the Fact (1940) (nenafilmováno)

### Česky vyšlo
- Utěšitelka a Požár Hollywoodu, přeložil Jaroslav Schejbal, Mladá fronta, Praha 1968
- Přítelkyně osamělých srdcí a Den kobylek, přeložila Olga Špilarová, Odeon, Světová četba, svazek 514, Praha 1982
- Snový život Balso Snella a Majlant, aneb, Rozebrání Lemuela Pitkina, Argo, Praha 1997, přeložil Tomáš Hrách, ISBN 80-7203-130-9
- Přítelkyně osamělých srdcí, přeložila Olga Špilarová, Volvox Globator, Praha 1995, ISBN 80-85769-42-5
- Den kobylek, přeložila Olga Špilarová, Aurora, Praha 1996, ISBN 80-85974-02-9

## Další
Novela Den kobylek byla v roce 1975 zfilmována americkým režisérem Johnem Schlesingerem s Donaldem Sutherlandem v hlavní roli.